# Marina Kazankova
Marina Kazankova (Mosca, 4 agosto 1981) è un'attrice russa.

## Biografia
Nata in Russia, a Mosca, si trasferisce a Roma dove comincia a studiare recitazione.
Recita in numerose fiction televisive come Lo zio d'America del 2002, e  Commesse 2 sempre del 2002.
Nel 2006 ha recitato anche nella prima serie di Capri e nella fiction 48 ore.

## Cinema
- Poisons or the World History of Poisoning - regia di Karen Shakhnazarov - Ruolo: Lucrezia Borgia
- La repubblica di San Gennaro - regia di Massimo Costa (2003)
- Ochen russkiy detektiv - regia di Karll Panaka (2008)
- 6 giorni sulla Terra - regia di Varo Venturi (2011)

## Televisione
- Syshchiki . regia di Vladimir Krasnopolsky e Veleri Uskov (2001)
- Lo zio d'America - regia di Rossella Izzo (2002)
- Commesse 2 - regia di José María Sánchez (2002)
- Bednaya Nastya - regia di Yekaterina Dvigubskaya, Stansilav Libin, Anna Plotkina, Peter Shtein e Aleksandr Smirnov (2003)
- Il veterinario - regia di José María Sánchez (2005)
- Capri - regia di Francesca Marra e Enrico Oldoini (2006)
- 48 ore - regia di Eros Puglielli (2006)
- Khozyaika taigi - regia di Boris Kazakov (2009)
- Che Dio ci aiuti (seconda stagione - ep. Nient'altro che la verità) - regia di Francesco Vicario (2013)
- Braccialetti rossi (prima stagione - ep.4) - regia di Giacomo Campiotti (2014)